# François-Auguste Cheussey
François-Auguste Cheussey (* 31. Juli 1781 in Saarlouis; † 13. Juli 1857) war ein französischer Architekt und Dombaumeister.

## Leben
Cheussey studierte bei Jean-Nicolas-Louis Durand und Léon Dufourny (1754–1818) an der École centrale des travaux publics, heute École polytechnique, Architektur.
Er war zunächst, als ein Mitarbeiter von J. F. Eustache de St. Far, an Großbaumaßnahmen in Mainz beteiligt, unter anderem an der 1809/10 erbauten katholischen Kirche St. Achatius in Zahlbach. Dies war der einzige Mainzer Kirchenbau in napoleonischer Zeit.

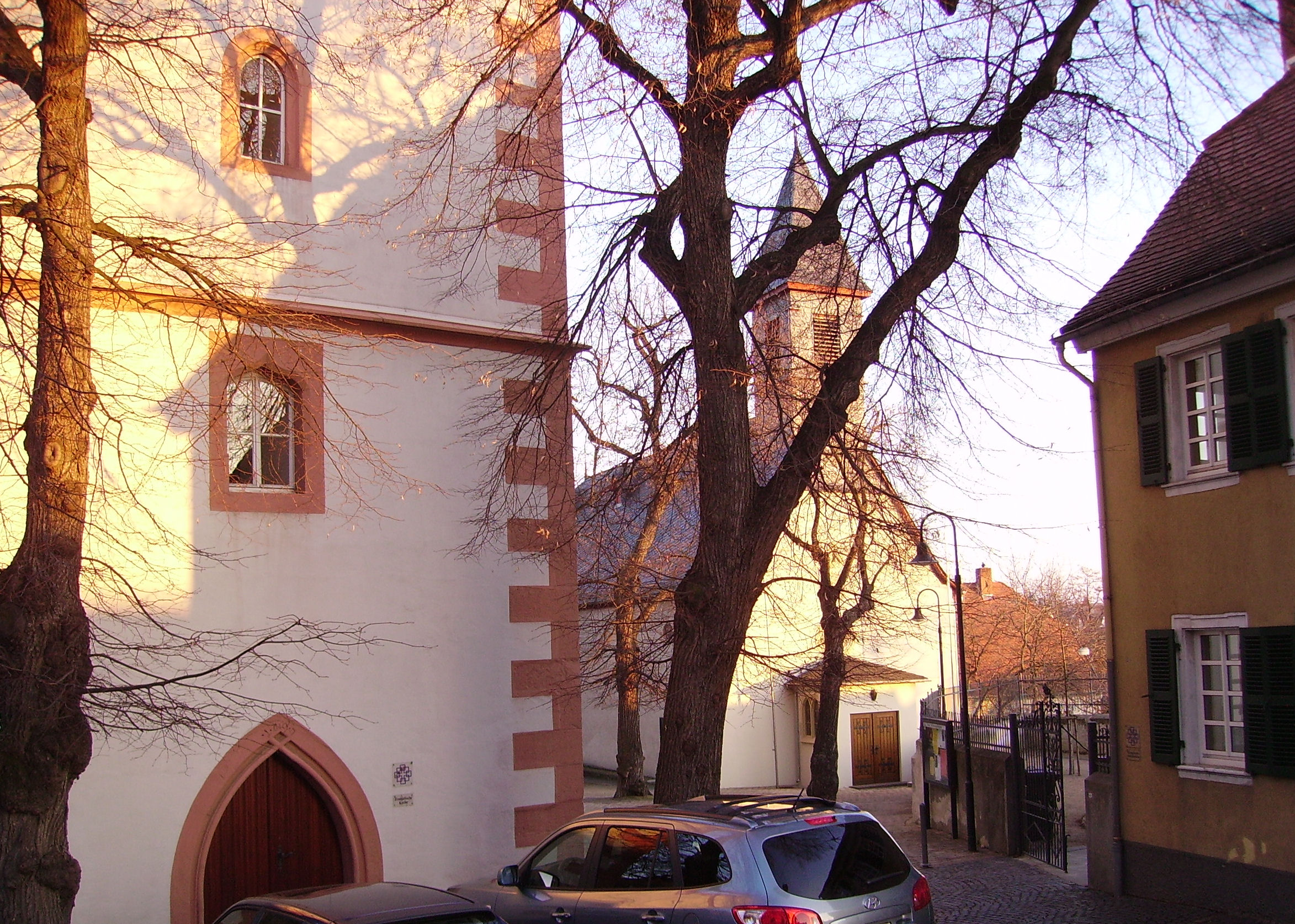
Evangelische und katholische Kirche in Westhofen

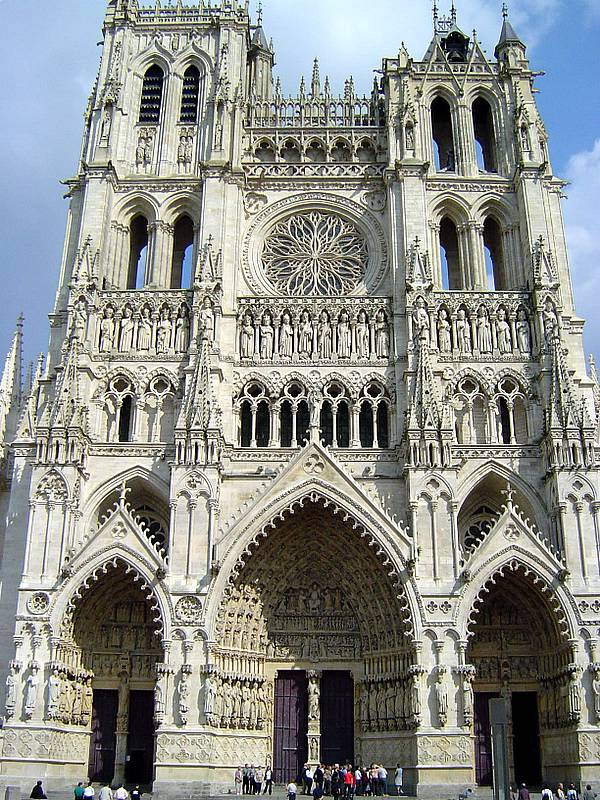
Kathedrale von Amiens

Im Spannungsfeld zwischen Staat und Kirche dieser Zeit, in Person von Präfekt Jeanbon St. André und Bischof Joseph Ludwig Colmar, fertigte er diverse Gutachten zur Bausubstanz und Erhaltungswürdigkeit von beschädigten Kirchen an, so zum Beispiel über die katholische Kirche in Westhofen.
Später wurde er Architekt des französischen Départements Somme in der Picardie. In dieser Funktion wirkte er an zahlreichen Bauten innerhalb des Départements mit:
- Abtei Saint-Riquier 1819–1822
- Pfarrkirche Saint Roch in Ternant (Nievre) 1820
- Amiens:
  - Renovation der Kathedrale von Amiens von 1816 bis 1848
  - Bibliothèque Louis Aragon, im neoklassizistischen Stil 1823
  - Palais de Justice, zwei neue Gebäude 1834 und 1846
  - Gestaltung des Place Saint-Denis (heute Place René Goblet) 1839
  - Pfarrkirche Saint-Firmin-le-Martyr 1842–1843

## Zitat
„D’un côté, j’aperçus l’hôtel de la Société industrielle, avec ses bâtiments déjà vieux, rejetant par une haute cheminée les vapeurs qui faisaient mouvoir, sans doute, les admirables métiers -compositeurs d’Edouard Gand- rêve enfin réalisé de notre savant collègue. De l’autre côté se dressait l’hôtel des postes, superbe édifice qui contrastait singulièrement avec la boutique humide, obscure, où, la veille, après vingt minutes d’attente, j’étais parvenu à retirer une lettre, à travers l’un de ces étroits guichets si propices aux torticolis !“